# What's NCT!?
『What's NCT!?』（ワッツエヌシーティー）は、2022年10月6日（5日深夜）より日本テレビ及び長崎国際テレビで放送された韓国の男性アイドルグループ・NCTの冠バラエティ番組。

## 概要
グローバルアイドルグループ「NCT」、日本テレビ、Huluがタックを組んだビッグプロジェクトの第一弾。
NCTのソンチャンとショウタロウが「NCT応援部 汐留支局」のメンバーとなり、おいでやすこがの2人とコント形式でNCTの魅力を世間に伝えていく。
また、日本テレビの情報番組『バゲット』にて、本番組とのコラボレーション企画「NCT DANCE CLUB」を放送。「簡単に踊れるダンスのコツ」をソンチャンとショウタロウが紹介する。

## 出演者
- ショウタロウ（NCT）
- ソンチャン（NCT）
- おいでやすこが（おいでやす小田・こがけん）
- 各話スペシャルゲスト

## 放送内容
| 回 | 放送日         | テーマ                               | ゲスト             | 参考  |
| -- | -------------- | ------------------------------------ | ------------------ | ----- |
| 1  | 2022年10月6日  | 日本の芸能人にファンになってもらおう | ミキ               | [ 2 ] |
| 2  | 2022年10月13日 | 世界で通用するものまねを身につけよう | JP                 | [ 2 ] |
| 3  | 2022年10月20日 | 幅広い層にウケるオモシロ動画を作ろう | ラバーガール       | [ 2 ] |
| 4  | 2022年10月27日 | 日本の名俳優から演技を学ぼう         | 児嶋一哉           | [ 5 ] |
| 5  | 2022年11月3日  | 絵を通じて新しい自分を解放しよう     | とろサーモン       | [ 6 ] |
| 6  | 2022年11月10日 | ダンスボーカルグループの友達を作ろう | 佐藤大樹・木村慧人 | [ 7 ] |

## スタッフ
- 演出：徳永清孝
- 構成：鈴木おさむ
- 作家：北原ゆき
- 美術制作：柴田慎一郎
- アートコーディネーター：三上貴子
- 大道具製作：宮地博貴
- 小道具：宮崎弦季
- CAM：橋本圭祐
- MIX：亘美千子
- 照明：名取孝昌
- 編集：稲垣浩二（オムニバス・ジャパン）
- MA：小林大介（オムニバス・ジャパン）
- 音効：本間孝男（東海サウンド）
- タイトル：磯部秀将
- メイク：山田かつら
- デスク：保坂淳子
- 技術協力：ヌーベルバーグ
- 美術協力：フジアール
- 協力：JOYSOUND
- 「What's NCT!?」製作委員会：金弘起（ストリームメディアコーポレーション）、立花咲子（AEI）
- ディレクター：田中十萌、岩崎麻里奈/海野圭祐、吉井直己
- プロデューサー：室伏周平、升野大誠/小島康嗣、峯亜希子、本山ひかる
- 制作：南波昌人
- 企画・プロデュース：植野浩之
- 制作協力：Salvage
- 企画制作：日本テレビ
- 製作著作：「What's NCT!?」製作委員会

## What's NCT!? 〜welcome to NCT Universe〜

### 概要
NCT×日本テレビ×Huluによるビッグプロジェクト第二弾。
『What’s NCT!?』がバージョンアップされ、リアルバラエティ番組『What’s NCT!? welcome to NCT Universe』となって2022年11月17日（16日深夜）より放送・配信される。
「NEO CITY」から謎の招待状を受けとった「SMルーキーズ」が、「NCTガイド」となったショウタロウとソンチャンとともにNCTのすべてを体験する。
トラベルメイトとの旅では5人の素顔が明かされる。
水原・東京で開催された「SMTOWN LIVE」では「NCT SHOTARO SUNGCHAN X SMROOKIES」パフォーマンスの舞台裏に密着する。

### 出演者
メインキャスト
- ショウタロウ - NCTガイド
- ソンチャン - NCTガイド
- SMルーキーズ（ショウヘイ、ウンソク、スンハン）
- ドヨン、ジョンウ、ジェノ - トラベルメイト

ゲスト
- NCT 127
- NCT DREAM
- WayV
- EXO（第11話）
- SUPER JUNIOR（第11話）
- TAKA（ダンサー）（第13話）

### スタッフ
- プロデューサー：イ・スマン
- エグゼクティブ・プロデューサー：クリス・リー、YOUNG JUN TAK
- アーティストマネジメント：BYOUNG JUN KANG、WON GYUN LEE、JAE YONG LEE、JU WON LEE
- アーティストトレーニング：HEE JUN YOON、YU EUN CHO、PYUNG HWA SHIN、SEUNG HWAN LEE
- アーティストマーケティング：SANG MIN LEE
- What's NCT!?：植野浩之（日本テレビ）、室伏周平（日本テレビ）、立花咲子（AEI）、DONG WOO KIM（SMC）、HONG KI KIM(SMC)
- 製作：SM STUDIOS
- SM STUDIOS / SM C&C エグゼクティブ・プロデューサー：YEA JEE LEE
- コンテンツプランニング：JI SEON KIM、SO JEUNG SALLY PARK、SOO EUN SHIN
- ファイナンス：EUI YOUNG LEE、SEUNG EUN KIM
- ビジネスプランニング：JI HOON CHO
- コミュニケーション：JIN KWO CHOE
- 制作：SM CULTURE&CONTENTS

### 放送内容
| 回 | 放送日         | 内容 | 出演                                 | 参考   |
| -- | -------------- | --- | ------------------------------------ | ------ |
| 7  | 2022年11月16日 | SMルーキーズがショウタロウとソンチャンからNCTの歴史を学ぶ。 NCT 127とのイントロクイズ対決に挑む。                                  | NCT 127                              | [ 10 ] |
| 8  | 2022年11月23日 | WayVとNCT DREAMから撮影や共同生活の秘訣を学び、ミニゲームに挑戦する。 トラベルメイト（ドヨン・ジョンウ・ジェノ）と出会う。         | WayV NCT DREAM                       | [ 11 ] |
| 9  | 2022年11月30日 | バラエティ運動会を開催し、チームワークを高める。 バブルサッカー・三角帽子ハンマーゲーム・フリースロー対決に挑む。                  | トラベルメイト                       | [ 12 ] |
| 10 | 2022年12月7日  | 深夜の遊園地で、お化け屋敷やバイキングを満喫。 宿では波乱のルームメイト決め投票が開催される。                                      | トラベルメイト                       | [ 13 ] |
| 11 | 2022年12月14日 | トラベルメイトとの旅行ではチームワークが試されるミニゲームに挑戦。 水原で開催された「SMTOWN LIVE」に出演する5人に密着する。        | トラベルメイト WayV EXO SUPER JUNIOR | [ 14 ] |
| 12 | 2022年12月22日 | トラベルメイトとの東京旅行が始まる。 「夢の舞台」東京ドームで開催された「SMTOWN LIVE TOKYO」でショウタロウが涙を流す。             | トラベルメイト                       | [ 15 ] |
| 13 | 2023年1月3日   | ショウタロウが恩師であるTAKA先生との再会を果たす。 東京で2回目のルームメイト決め投票を開催。                                       | トラベルメイト TAKA                  | [ 16 ] |
| 14 | 2023年1月10日  | 鎌倉旅行へ出発。 『スラムダンク』の聖地を満喫する。湘南の美しい海岸では写真撮影対決が開催される。                                  | -                                    | [ 17 ] |
| 15 | 2023年1月17日  | ショウタロウ・ショウヘイ・ユウタの日本人3人による対談。 SMエンタテインメントのボーカル・ダンス・日本語レッスンを公開。             | ユウタ                               | [ 18 ] |
| 16 | 2023年1月24日  | SMルーキーズが李秀満プロデューサーと面談。グループデビューを告げられる。 李秀満プロデューサーが世界中に拡大するK-POPの魅力を語る。 | 李秀満                               | [ 19 ] |